# وینسنت دیمارکونه
وینسنت دیمارکونه (به فرانسوی:Vincent Demarconnay) یک فوتبالیست حرفه‌ای فرانسوی است که به عنوان دروازه‌بان برای پاریس اف سی، که کاپیتان آن نیز هست، بازی می‌کند.